# 薛蒙林
薛蒙林（1968年8月—），中华人民共和国政治人物，河南泌阳人，研究生学历，中国共产党党员。1987年3月加入中国共产党，同年8月参加工作。2005年1月调入三门峡市渑池县进行工作，并在2009年11月成为渑池县县委书记。2011年8月，薛蒙林担任三门峡市市委常委和三门峡市宣传部部长，同时兼任渑池县县委书记长达一年，直至2012年10月份。2014年2月份调入安阳市工作，任安阳市委常委。2015年4月9日落马。
2016年11月25日，周口市中级人民法院依法对安阳市委原常委薛蒙林受贿一案作出一审判决。认定薛蒙林身为国家工作人员，利用职务便利，多次非法收受他人财物，数额特别巨大，为他人谋取利益，遂以受贿罪判处薛蒙林有期徒刑九年，并处罚金人民币100万元。薛蒙林表示服从判决，不上诉。